# Pułk Lekkiej Kawalerii Ziemi Bielskiej
Pułk Lekkiej Kawalerii Ziemi Bielskiej – polski oddział kawalerii wchodzący w skład wojsk powstańczych okresu insurekcji kościuszkowskiej.

## Formowanie i walki
Pułk zorganizowany został na przełomie maja i czerwca 1794 przez gen. mjr. ziemi bielskiej Andrzeja Karwowskiego. 15 czerwca pułk posiadał dwa szwadrony – łącznie 244 ludzi i około 200 koni. 4 października wykazano 478 żołnierzy w szyku.

## Żołnierze pułku
Organizatorem pułku był gen. mjr ziemski Andrzej Karwowski, a jego dowódcą kpt. Antoni Nowomiejski.
Pierwszym rotmistrzem został Alojzy Sarnacki, drugim – Adam Dębicki, trzecim – Jacek Śleżyński, czwartym – Stefan Adzikiewicz, a piątym – Antoni Halibarton. Porucznikami byli: Jan Toczyski (adiutant), Wawrzyniec Śleżyński, Ignacy Karwowski, Feliks Romiszewski i Aleksander Adzikiewicz. Na chorążych awansowano: Wojciecha Lipskiego, Józefa Ławcewicza, Grzegorza Budzyńskiego i Tomasza Bielskiego. Kwatermistrzem  pułku był rtm. Jan Sarnacki, a audytorem – rtm. Jan Rurkiewicz.
27 sierpnia kadrę oficerską zasilili: mjr Jan Weyssenhoff, por. Wojciech Bartochowski, por. Jakub Abrahimowicz, por. Adam Szyłuński, chor. Abraham Olejkiewicz i chor. Jan Rolewicz, a  1 września rtm. szt. Stanisław Bułharyn i chor. Wincenty Toczyski.